# Ulemica
Ulemica és un gènere de sinàpsids extints de la família dels veniukòvids que visqueren durant el Permià en allò que avui en dia és Rússia. Se n'han trobat restes fòssils al Tatarstan i l'óblast d'Orenburg. El gènere fou descrit el 1996 per encabir-hi material que fins aleshores s'havia classificat en Venyukovia. Les espècies d'aquest grup tenien el crani de constitució robusta, amb una llargada de 15-20 cm. La dentadura és molt peculiar i té una configuració que no sembla gaire funcional. S'ha suggerit que els podia servir per alimentar-se de diversos tipus de plantes.